# فنسنت أستور
فنسنت أستور (بالإنجليزية: Vincent Astor)‏ هو شخصية أعمال أمريكي، ولد في 15 نوفمبر 1891 في مانهاتن في الولايات المتحدة، وتوفي بنفس المكان في 3 فبراير 1959 بسبب نوبة قلبية.

## روابط خارجية
- فنسنت أستور على موقع مونزينجر (الألمانية)